# Leubsdorf (am Rhein)
Leubsdorf ist eine rheinland-pfälzische Ortsgemeinde am Rhein im Landkreis Neuwied. Die Gemeinde gehört der Verbandsgemeinde Linz am Rhein an.

## Geographie
Leubsdorf liegt auf der rechten Rheinseite südlich von Linz am Rhein und der Ortsgemeinde Dattenberg. Das Gemeindegebiet erstreckt sich mit den Ortsteilen Hesseln, Krumscheid und Rothe Kreuz bis auf die ersten Höhen des Westerwaldes und erreicht dort mit etwa 365 m ü. NHN seinen höchsten Punkt. Im Süden grenzt die Gemeinde an die Stadt Bad Hönningen. Das gesamte Gemeindegebiet liegt im Naturpark Rhein-Westerwald.

## Geschichte

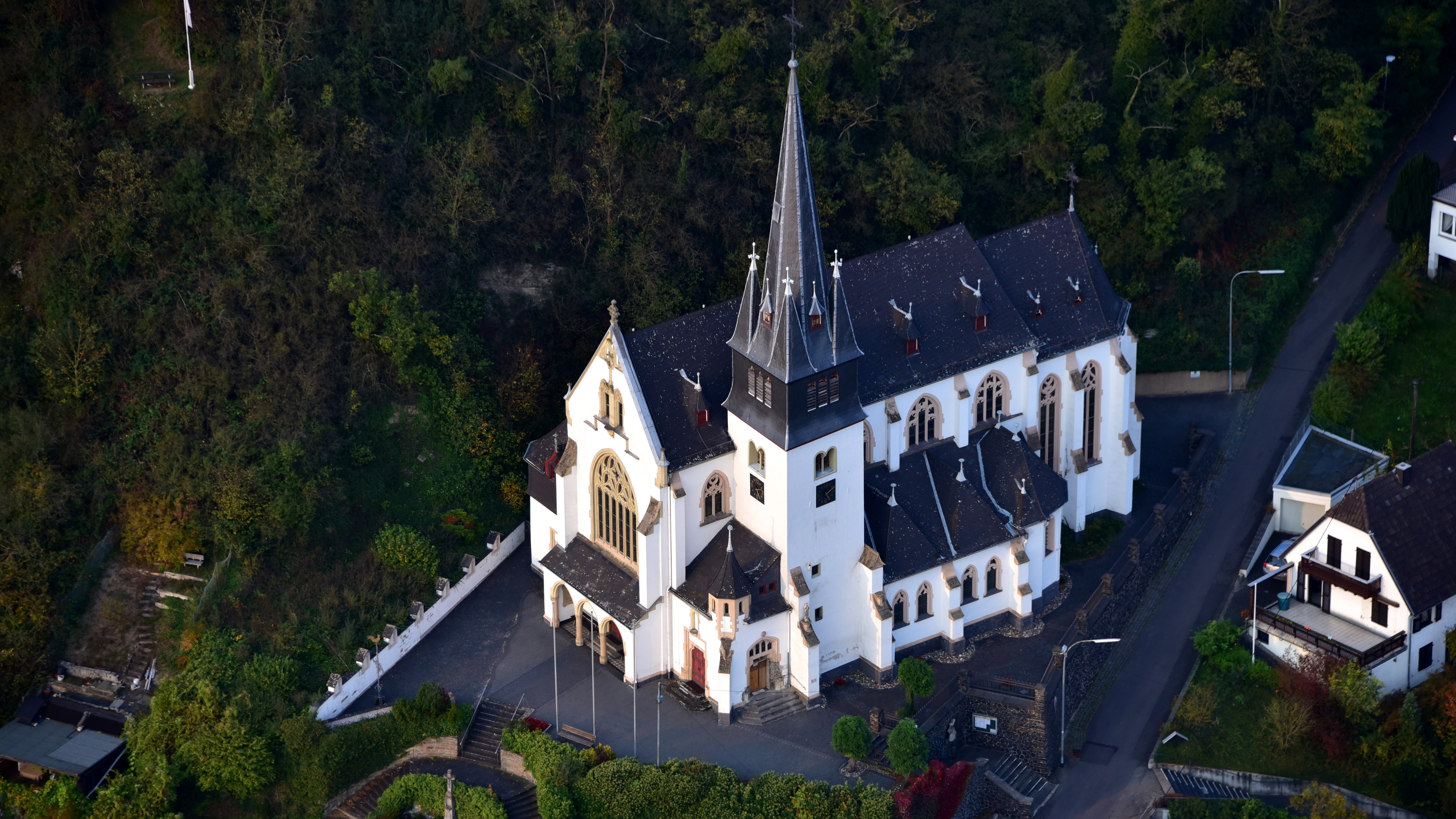
St. Walburgis, Luftaufnahme (2017)

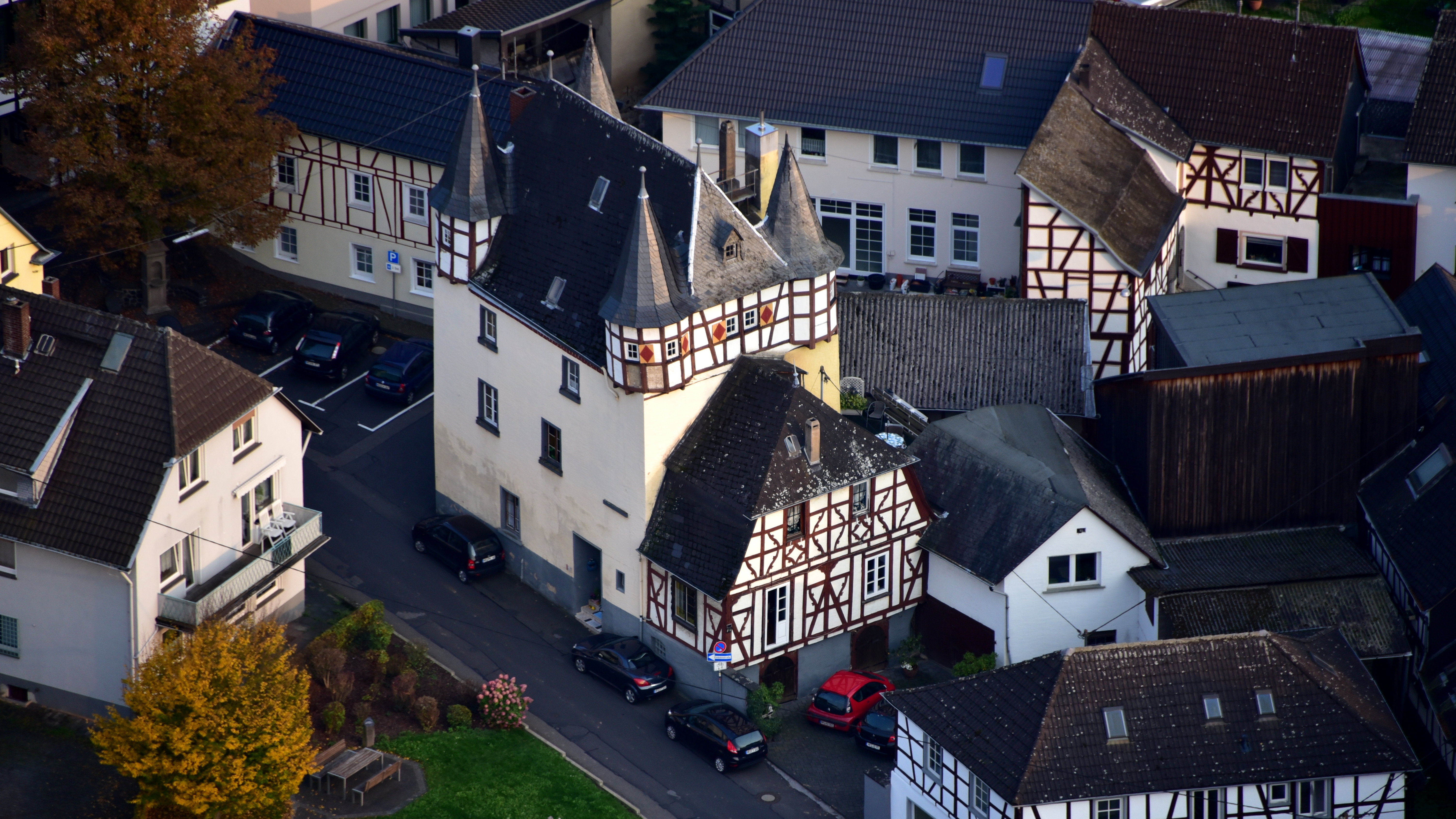
Burg Leubsdorf, Luftaufnahme (2017)

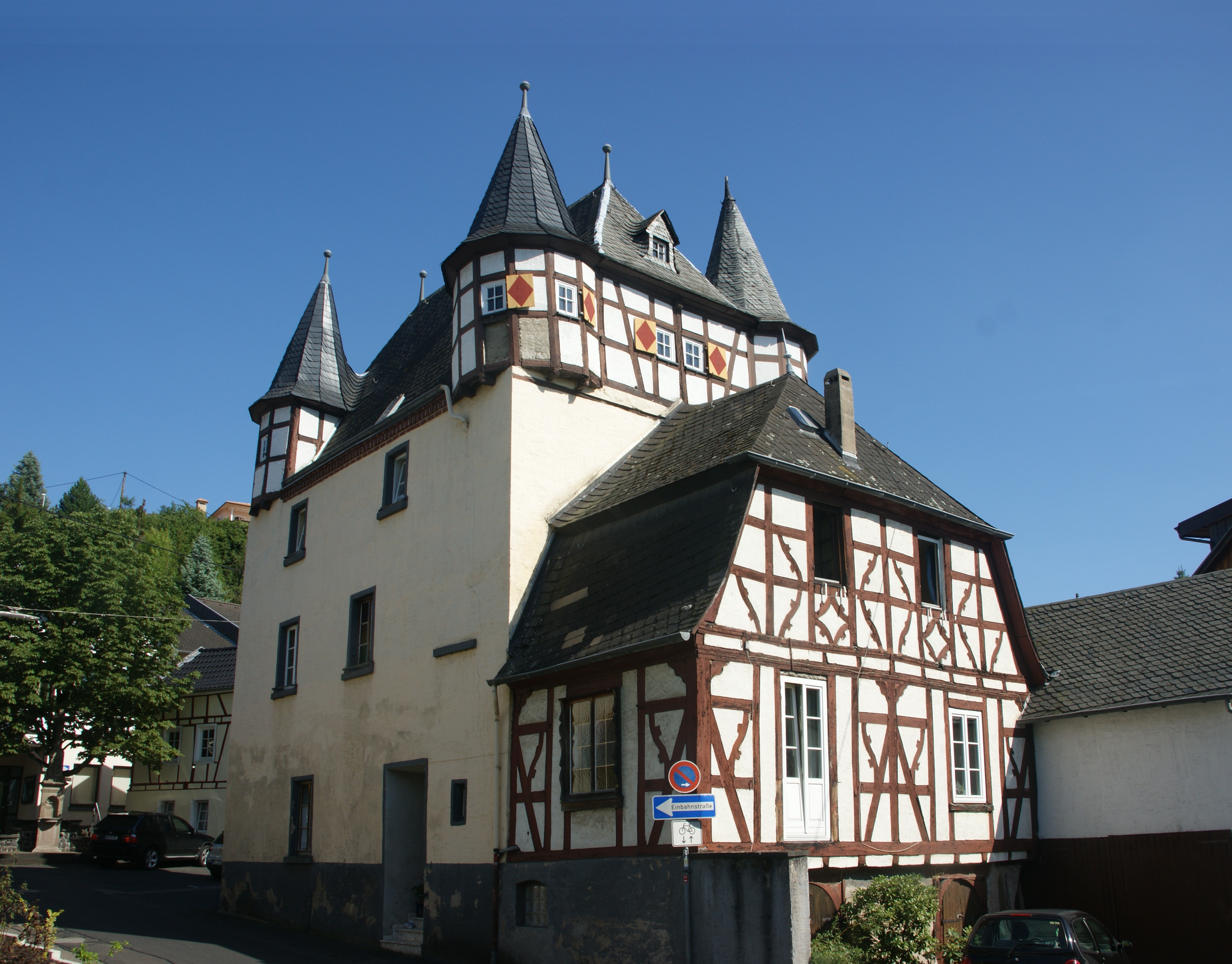
Burg Leubsdorf

### Ortsgeschichte

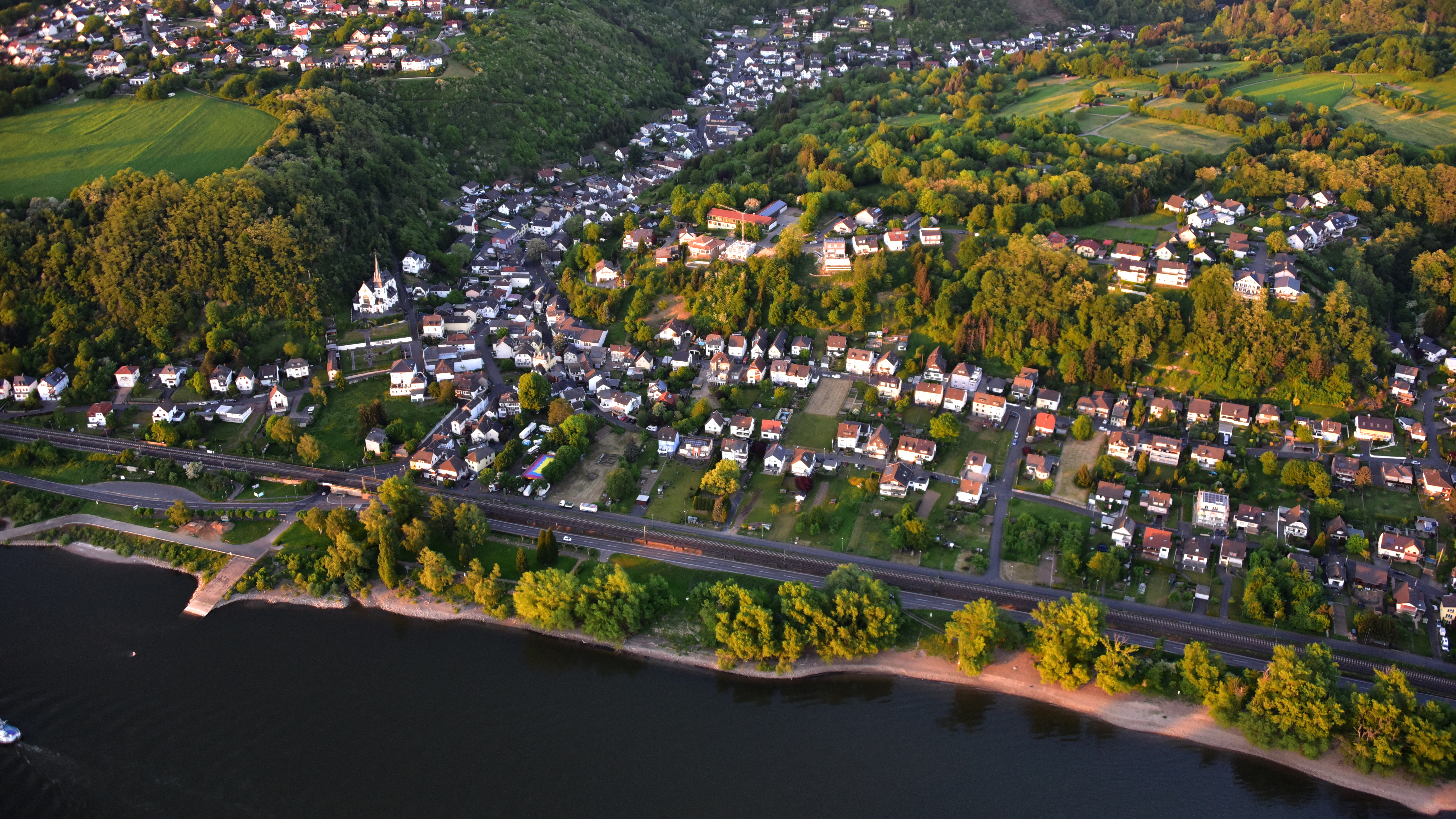
Leubsdorf (am Rhein), Luftaufnahme (2018)

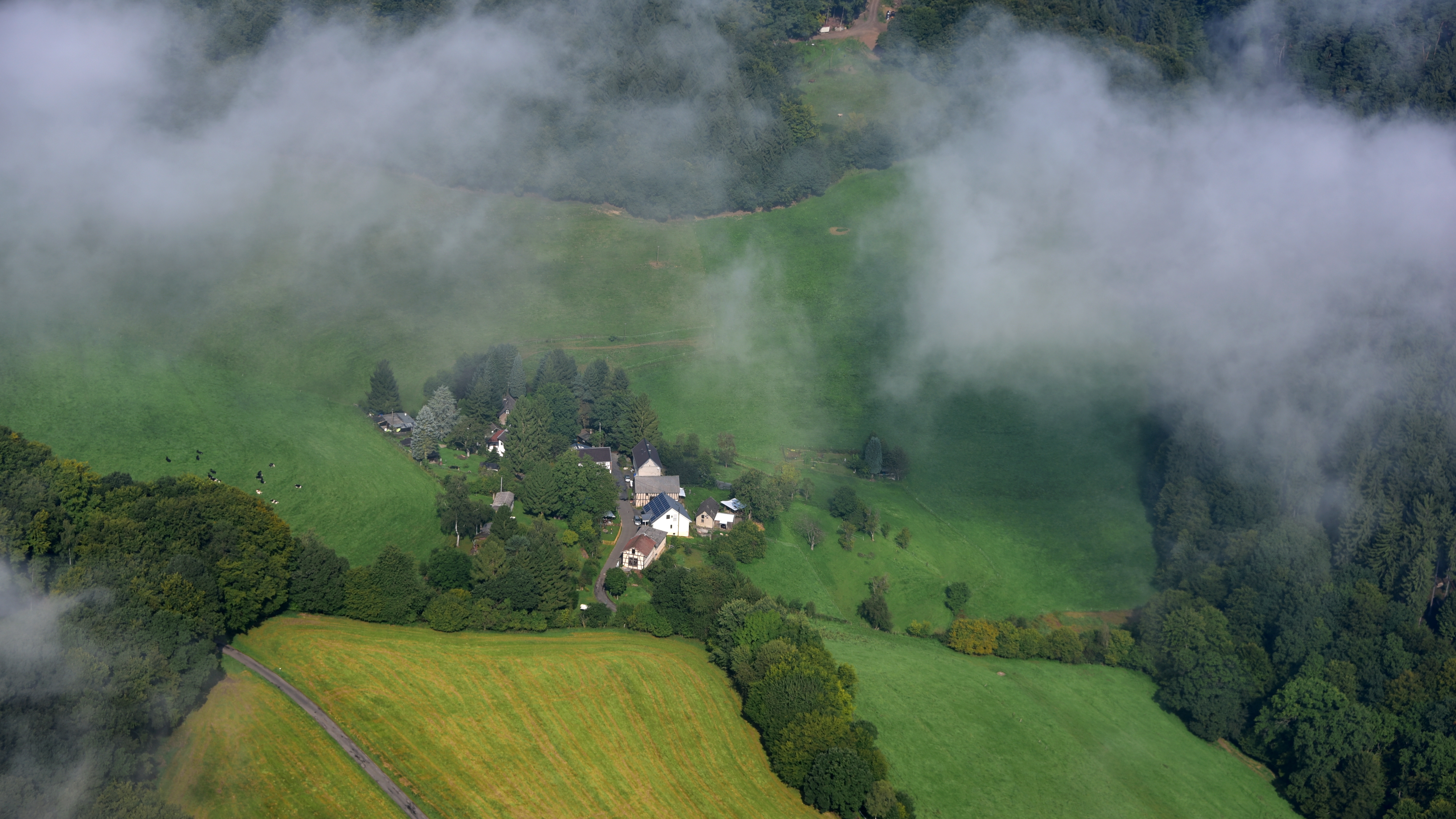
Krumscheid, Luftaufnahme (2017)

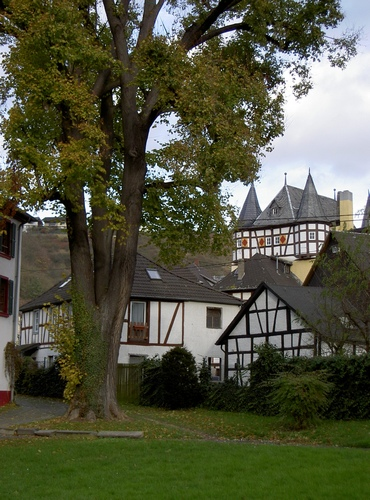
Leubsdorf am Rhein

Mit dem Namen „Lupstorf“ wird der Ort erstmals in einer Urkunde im Jahr 639 erwähnt. Mit „Lupstorf“ ist das „Dorf des Lupo“ oder „des Luitprecht“ gemeint. Dieser Name weist auf die Herrschaft der Franken am Mittelrhein um das Jahr 500 hin.
In dieser Urkunde aus 639 schenkt Pippin der Ältere († 640) seiner Tochter Gertrud (626–659), der ersten Äbtissin des Klosters Nivelles, Orte mit Weinbergen, Wäldern und Fischereien. Hier wird auch „Lupstorf“ aufgeführt. Durch diese Schenkung kommt Leubsdorf in den Einflussbereich dieses Klosters.
Aus einer Schenkung der Gräfin Mechthild von Sayn geht hervor, dass sie im Jahr 1250 ihre Besitzungen, zu denen auch Leubsdorf gehörte, dem Kölner Erzbischof Konrad von Hochstaden, ein Onkel von Mechthild, zuweist. Landesherrlich gehörte Leubsdorf seitdem als Teil des Kirchspiels Linz zu Kurköln und unterstand seit dem 15. Jahrhundert der Verwaltung des Amtes Linz. Der Bischof von Trier blieb der geistliche Vorgesetzte. Nachdem das Rheinland 1815 an das Königreich Preußen abgetreten wurde, wurde die Gemeinde 1816 dem neu gebildeten Kreis Linz (1822 in den Kreis Neuwied eingegliedert) zugeordnet und von der Bürgermeisterei Linz verwaltet.
In einem Verzeichnis des kirchlichen Besitzes des Bistums Trier wird um 1250 auch eine Kapelle in „Lupzstorf“ genannt, die als die Vorgängerkirche der heutigen, 1906 gebauten Pfarrkirche St. Walburgis gilt.
Im Dreißigjährigen Krieg wurde Leubsdorf vollständig verwüstet, an selber Stelle aber wieder aufgebaut.

### Einwohnerentwicklung
Die Entwicklung der Einwohnerzahl von Leubsdorf, die Werte von 1871 bis 1987 beruhen auf Volkszählungen:
| Jahr | Einwohner |
| 1815 | 614       |
| 1835 | 764       |
| 1871 | 886       |
| 1905 | 950       |
| 1939 | 1.070     |
| 1950 | 1.266     |

| Jahr | Einwohner |
| 1961 | 1.298     |
| 1970 | 1.438     |
| 1987 | 1.551     |
| 2005 | 1.704     |
| 2022 | 1.640     |

## Politik

### Gemeinderat
Der Gemeinderat in Leubsdorf besteht aus 16 Ratsmitgliedern, die bei der Kommunalwahl am 9. Juni 2024 in einer personalisierten Verhältniswahl gewählt wurden, und dem ehrenamtlichen Ortsbürgermeister als Vorsitzendem.
Die Sitzverteilung im gewählten Gemeinderat:
| Wahl | SPD | CDU | Grüne | FDP | FWG | Gesamt   |
| 2024 | 4   | 9   | 2     | –   | 1   | 16 Sitze |
| 2019 | 3   | 9   | 2     | 1   | 1   | 16 Sitze |
| 2014 | 5   | 9   | 1     | –   | 1   | 16 Sitze |
| 2009 | 5   | 9   | 1     | –   | 1   | 16 Sitze |
| 2004 | 4   | 10  | 1     | –   | 1   | 16 Sitze |

- FWG = Freie Wählergruppe Leubsdorf e. V.

### Bürgermeister
Heiko Glätzner wurde am 14. September 2023 nach einstimmiger Wahl durch den Gemeinderat Ortsbürgermeister der Ortsgemeinde Leubsdorf. Bei der Direktwahl am 9. Juni 2024 wurde er als einziger Bewerber mit einem Stimmenanteil von 89,0 % für weitere fünf Jahre in seinem Amt bestätigt.
Glätzner trat die Nachfolge des langjährigen Ortsbürgermeister Achim Pohlen an, der im April 2023 verstorben war. Zuletzt bei der Direktwahl am 26. Mai 2019 war Achim Pohlen mit 75,34 % in seinem Amt bestätigt worden.

### Wappen
| Wappen von Leubsdorf | Blasonierung: „In Silber ein durchgehendes schwarzes Balkenkreuz, in den oberen Winkeln die Buchstaben G und L.“ |
| Wappen von Leubsdorf | Wappenbegründung: Das kurkölsche Kreuz verweist auf die ehemalige territoriale Zugehörigkeit der Gemeinde Leubsdorf. Diese selbst ist kenntlich gemacht durch ihre Anfangsbuchstaben. Das Wappen ist rechtsgültig seit 24. August 1935, Entwurf von Wilhelm Zender. |

## Kultur und Sehenswürdigkeiten

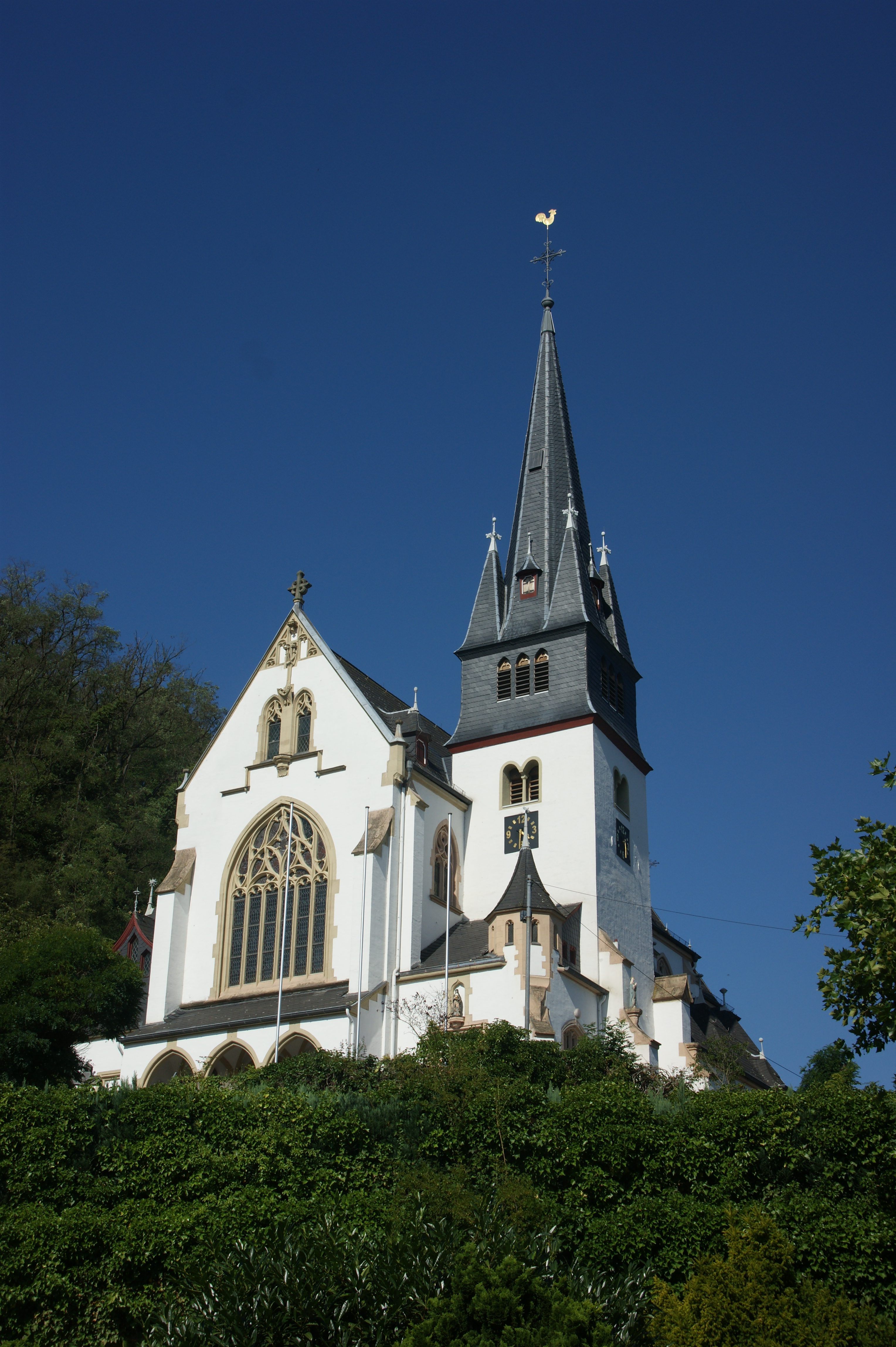
St. Walburgis

### Sehenswürdigkeiten
- Die auf einem Felsen emporragende gotische Pfarrkirche St. Walburgis, auch bekannt als die „Weiße Kirche vom Rhein“, wurde 1905 anstelle einer Vorgängerkirche erbaut, von der noch der Westturm und Teile des Chores erhalten sind. In der Kirche befinden sich Statuen und Skulpturen aus der ersten Hälfte des 14. Jahrhunderts.
- Das spätmittelalterliche Burghaus inmitten des alten Ortskerns, ein dreigeschossiger spätgotischer Steinbau der mit Fachwerktürmchen an den vier Ecken bekrönt ist. Es entstand in der Mitte des 16. Jahrhunderts, die Entstehung lässt sich bis ins 13. Jahrhundert zurückverfolgen.
- Im Ortskern sind zahlreiche, liebevoll gepflegte Fachwerkbauten aus dem 18. Jahrhundert erhalten.

### Regelmäßige Veranstaltungen
- Traditionelle Walburgis-Kirmes: erstes Wochenende im Mai. Ein vom Katholischen Junggesellenverein Leubsdorf ausgerichtetes Fest. Erstmals wurde die Kirmes in ihrer heutigen Form wohl am 1. Mai 1733, dem Datum der Gründung des Junggesellenvereins, gefeiert. Seitdem hat sich an den Veranstaltungen kaum etwas geändert.
- Weihnachtsmarkt: Immer am dritten Adventswochenende veranstaltet der Katholische Junggesellenverein Leubsdorf einen Weihnachtsmarkt auf dem Franz Josef-Honnef-Platz. Das Motto der Veranstaltung, bei der ein Teil des Umsatzes für soziale Zwecke gespendet wird, lautet: "Ein Weihnachtstraum unterm Kastanienbaum".
- Schützenfest: am Wochenende nach Fronleichnam
- Winzerfest: letztes Wochenende im September (bis 2007)
- Karnevalsumzug: am Karnevalssonntag

## Wirtschaft und Infrastruktur

### Verkehr

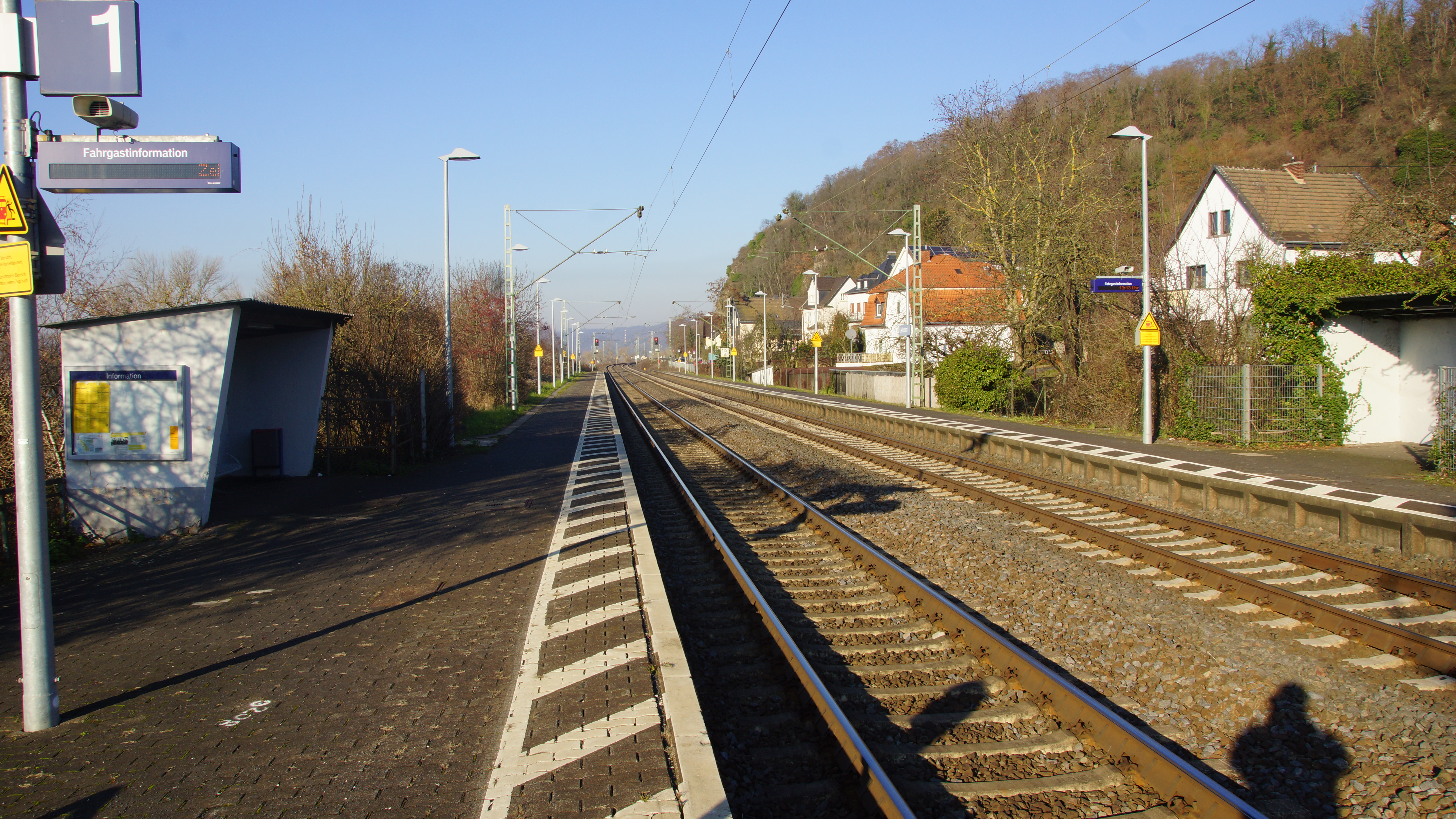
Haltepunkt Leubsdorf

1927 erhielt Leubsdorf einen Bahnhof an der rechten Rheinstrecke, der 1959 in einen Haltepunkt umgewandelt wurde. In Leubsdorf hält die Regionalbahn 27 (Mönchengladbach–Köln–Koblenz).
| Linie | Verlauf | Takt   |
| ----- | --- | ------ |
| RB 27 | Rhein-Erft-Bahn: Mönchengladbach Hbf – Rheydt Hbf – Rheydt-Odenkirchen – Hochneukirch – Jüchen – Grevenbroich – Rommerskirchen – Stommeln – Pulheim – Köln-Ehrenfeld – Köln Hbf – Köln Messe/Deutz – Köln/Bonn Flughafen – Troisdorf – Friedrich-Wilhelms-Hütte – Menden (Rheinl) – Bonn-Beuel – Bonn-Oberkassel – Niederdollendorf – Königswinter – Rhöndorf – Bad Honnef (Rhein) – Unkel – Erpel (Rhein) – Linz (Rhein) – Leubsdorf (Rhein) – Bad Hönningen – Rheinbrohl – Leutesdorf (Rhein) – Neuwied – Engers – Vallendar – Koblenz-Ehrenbreitstein – Koblenz Hbf Stand: Fahrplanwechsel Dezember 2023 | 60 min |

Die B 42 verläuft unterhalb von Leubsdorf und verbindet mit den Städten in Richtung Bonn (Linz am Rhein, Bad Honnef, Königswinter) und in Richtung Koblenz (Bad Hönningen, Neuwied).

### Wanderwege
Der Rheinsteig, der rechtsrheinische Fernwanderweg von Bonn nach Wiesbaden, führt durch Leubsdorf. Hier endet die von Unkel kommende Etappe (16,7 km, 500 Höhenmeter) und beginnt die Etappe nach Rheinbrohl (14,6 km, 463 Höhenmeter).

### Bildung
Die erste Schule in Leubsdorf wird 1729 erwähnt. Heute bietet Leubsdorf neben der Grundschule auch einen Kindergarten und eine öffentliche Bücherei. Weiterführende Schulen sind in den nahegelegenen Mittelzentren gut zu erreichen.

## Sonstiges
Ähnlich wie in vielen Dörfern und Städten in der Umgebung erhielten die Einwohner von Leubsdorf einen Spitznamen, der gerne zur Diffamierung benutzt wurde. So tragen jene bis heute den Namen „Knuddele“ (Spitznamen in den Nachbarorten: „Strünzer“ Linz am Rhein, „Rööpe“ Dattenberg, „Bunne“ Bad Hönningen).
In unmittelbarer Nähe von Leubsdorf verläuft in Ost-West-Richtung die sogenannte Vinxtbachlinie, auch Leubsdorfer Linie oder Bad Hönninger Linie genannt. Diese markiert sowohl die ehemalige politische Grenze zwischen Obergermanien und Niedergermanien in der römischen Zeit, als auch nachfolgend die Grenze zwischen den Einflussbereichen der Erzbistümer Trier und Köln. Außerdem stellt sie seit Jahrhunderten die Sprachgrenze zwischen den beiden großen mittelfränkischen Dialektgruppen dar, der südlich anschließenden moselfränkischen und der nördlich davon gelegenen ripuarischen Gruppe.

## Persönlichkeiten

### Söhne und Töchter der Gemeinde
- Heinz Schwarz (1928–2023), Politiker, früherer Innenminister des Landes Rheinland-Pfalz
- Ferdinand Pertzborn (1864 Leubsdorf–1909 Bingen), Musikdirektor in Bingen